# Holsteiner Treppe

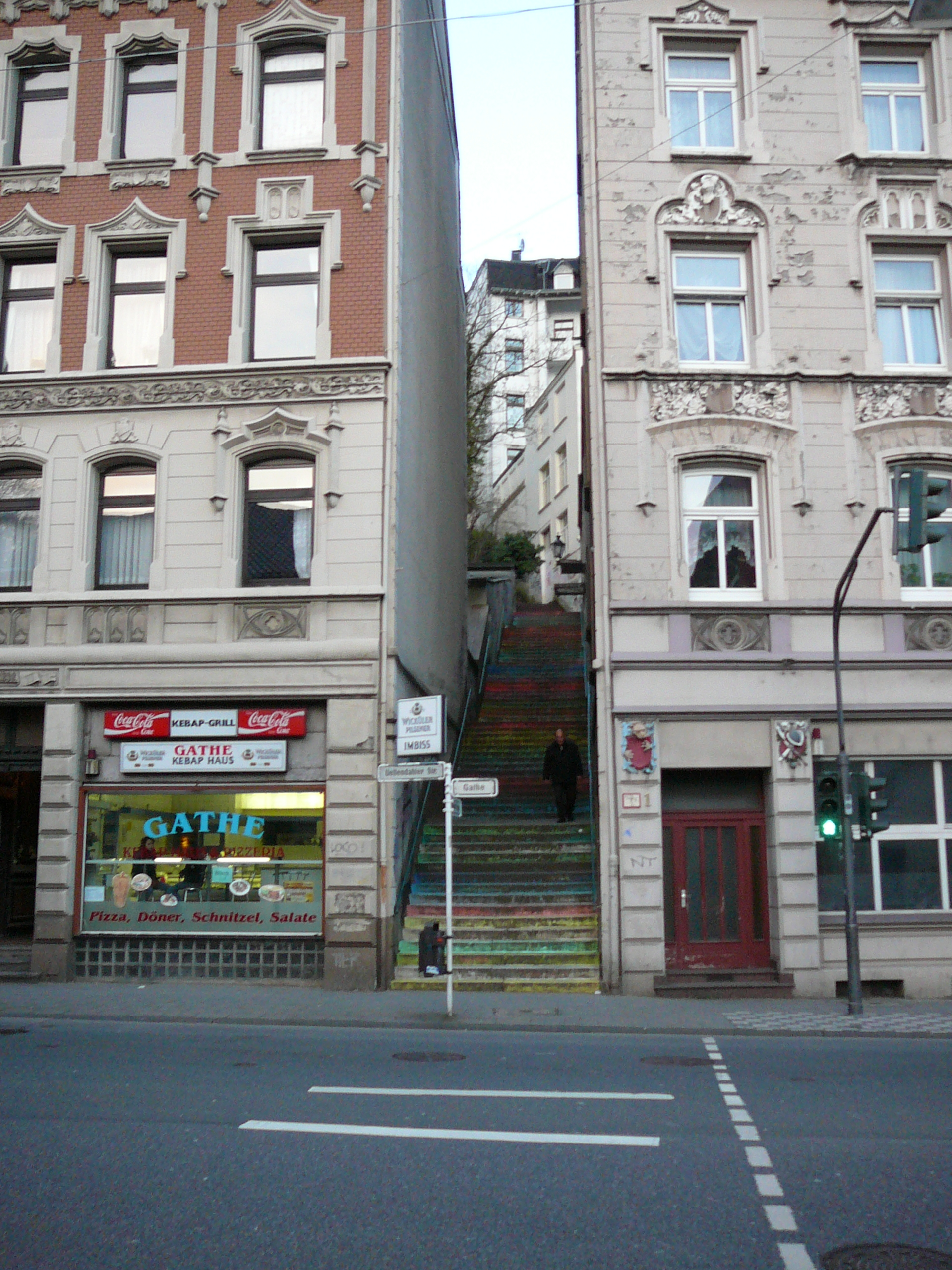
Die Holsteiner Treppe (2008)

Die Holsteiner Treppe ist eine 1900 gebaute Freitreppe in Wuppertal, Stadtbezirk Elberfeld.

## Beschreibung
Mit 112 Stufen führt sie den Engelnberg hinauf und verbindet in neun durch Absätze getrennten Abschnitten die tallagige Straße Gathe und Uellendahler Straße mit der Holsteiner Straße. Gegenüber dem Anfang der Treppe mündet die Wiesenstraße in die Gathe/Uellendahler Straße. Am Ende der Holsteiner Treppe, also an der Holsteiner Straße, ermöglicht gegenüber die Flensburger Treppe weiter den Engelnberg hinauf zu gelangen.
Links und nördlich dem Anfang der Treppe liegt giebelseitig das gründerzeitliche viergeschossiges Wohn- und Geschäftshaus Uellendahler Straße 4, das seit 1985 als Baudenkmal in die Denkmalliste der Stadt Wuppertal eingetragen ist. Zur rechten Seite, also südlich, liegt giebelseitig das gründerzeitliche viergeschossiges Wohn- und Geschäftshaus Gathe 1, das seit 1991 ebenfalls als Baudenkmal eingetragen ist. Oben, an der Ende der Treppe, an der Holsteiner Straße liegt nördlich zur rechten Seite giebelseitig das spätgründerzeitliche viergeschossige Wohnhaus Holsteiner Straße 26, es wurde 1904 errichtet und ist ebenfalls als Baudenkmal eingetragen. Südlich, links der Treppe, schließt sich giebelseitig das Wohn- und Geschäftshaus Holsteiner Straße 28 an, welches ab 1984 als Baudenkmal eingetragen ist. In diesem Haus ist auch die Geschäftsstelle des Frauenverbandes Courage. Ungefähr zur halben Strecke auf der Treppe befinden sich zu beiden Seiten Zugänge zu weiteren Wohnhäusern, diese sind aber nicht als Baudenkmal anerkannt.
Die Holsteiner Straße, und demnach die Treppe, erhielt ihren Namen nach dem ehemaligen Herzogtum Holstein. Die Treppe ist eine von mehreren Treppen, die das Zentrum des Wohnquartiers Ostersbaum auf dem Engelnberg erschließen.

## Kunstprojekt – Scala

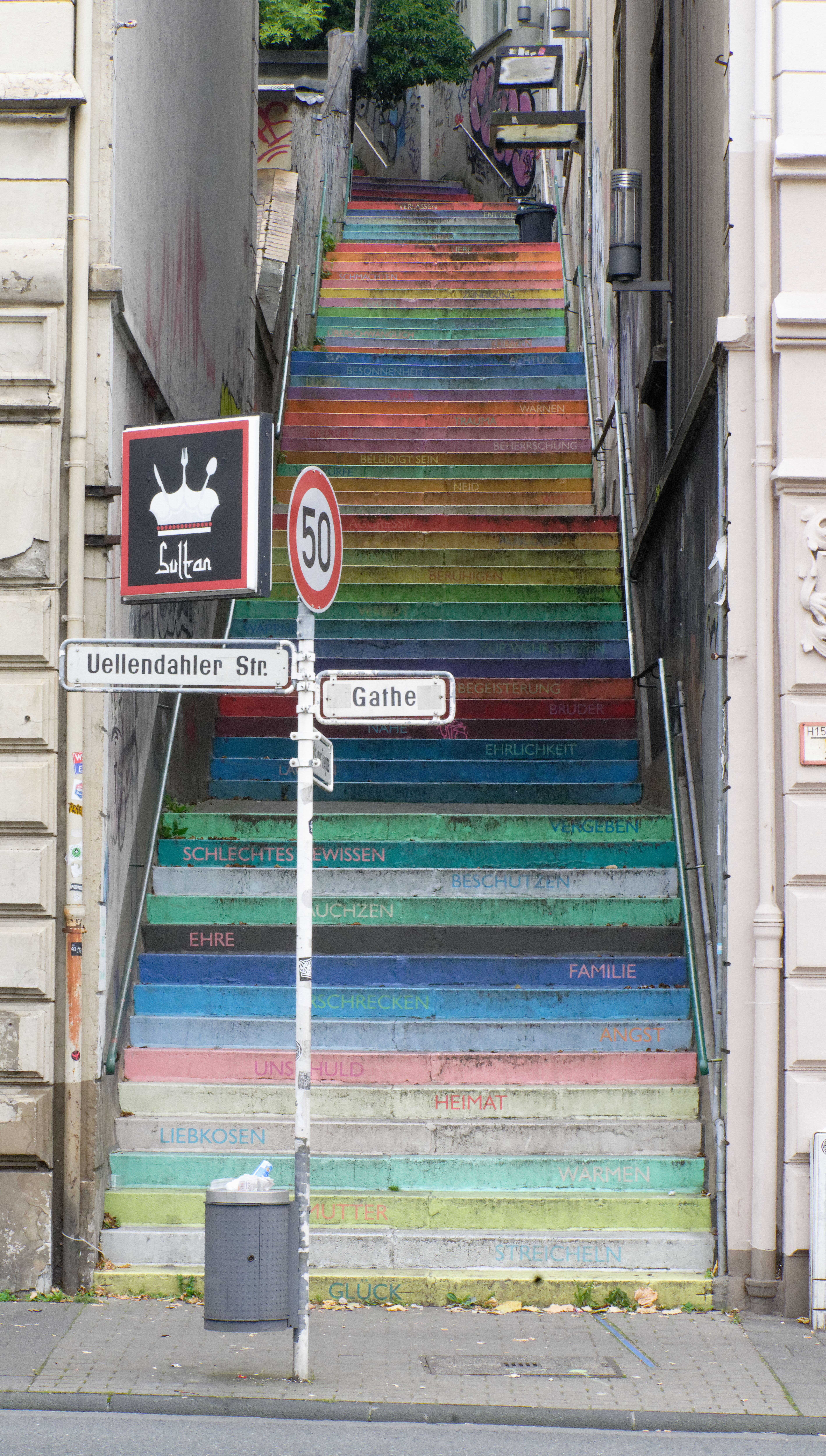
Bunte Treppe (2020)

Die Treppe war ein Teil des Kunstprojekts „7 Treppen“, das von der Elisabeth-Montag-Stiftung in Zusammenarbeit mit Stadt Wuppertal und der Regionale 2006 und mit Unterstützung des Ministeriums für Bauen und Verkehr im Herbst 2006 gestaltet wurde.
Bei diesem Projekt hatte der Düsseldorfer Künstler Horst Gläsker mit Beteiligung seiner Frau die Holsteiner Treppe zu einer Installation umgewandelt. Er interpretierte die neun Abschnitte der Treppe als neun Abschnitte des Lebens und bemalte jede einzelne der 112 Stufen in einer anderen Farbe (Acrylfarbe), die den Lebensweg darstellen sollte. Auf der Stirnseite sind Wörter aufgeschrieben, die so nur beim Aufstieg lesbar sind. Die Wörter, mit der Schrifttype Humanist, beinhalten einfache Begriffe und sind in ihrer Bedeutung sortiert wie beispielsweise „Freundschaft“ und „Feindschaft“, „Liebe“, „Wut“, „Wahn“ und „Neid“, „Treue“ und „Verständnis“. Gleichzeitig korrespondieren die Begriffe mit dem farblichen Untergrund und sind selbst in der Komplementärfarbe geschrieben. Gläsker nennt das Werk „Scala“ („Scala“ der Farben … „Scala“ der Gefühle).
Die bunte Treppe ist Objekt zahlreicher Zusammenstellungen besonderer Architekturfotografien geworden und hat dadurch, ähnlich wie die Wuppertaler Lego-Brücke, überregionale Bekanntheit erlangt. Beispielsweise hat das Internet-Kunstmagazin Bored Panda die Holsteiner Treppe 2014 in die Riege der weltweit 17 schönsten Treppen gewählt.
Eigentlich nur als temporäres Kunstwerk gedacht, wurde inzwischen durch die Initiative der Anwohner die Farbe wieder erneuert – wie im Jahr 2016 zum dritten Mal – und soll weiterhin zum Stadtbild gehören.

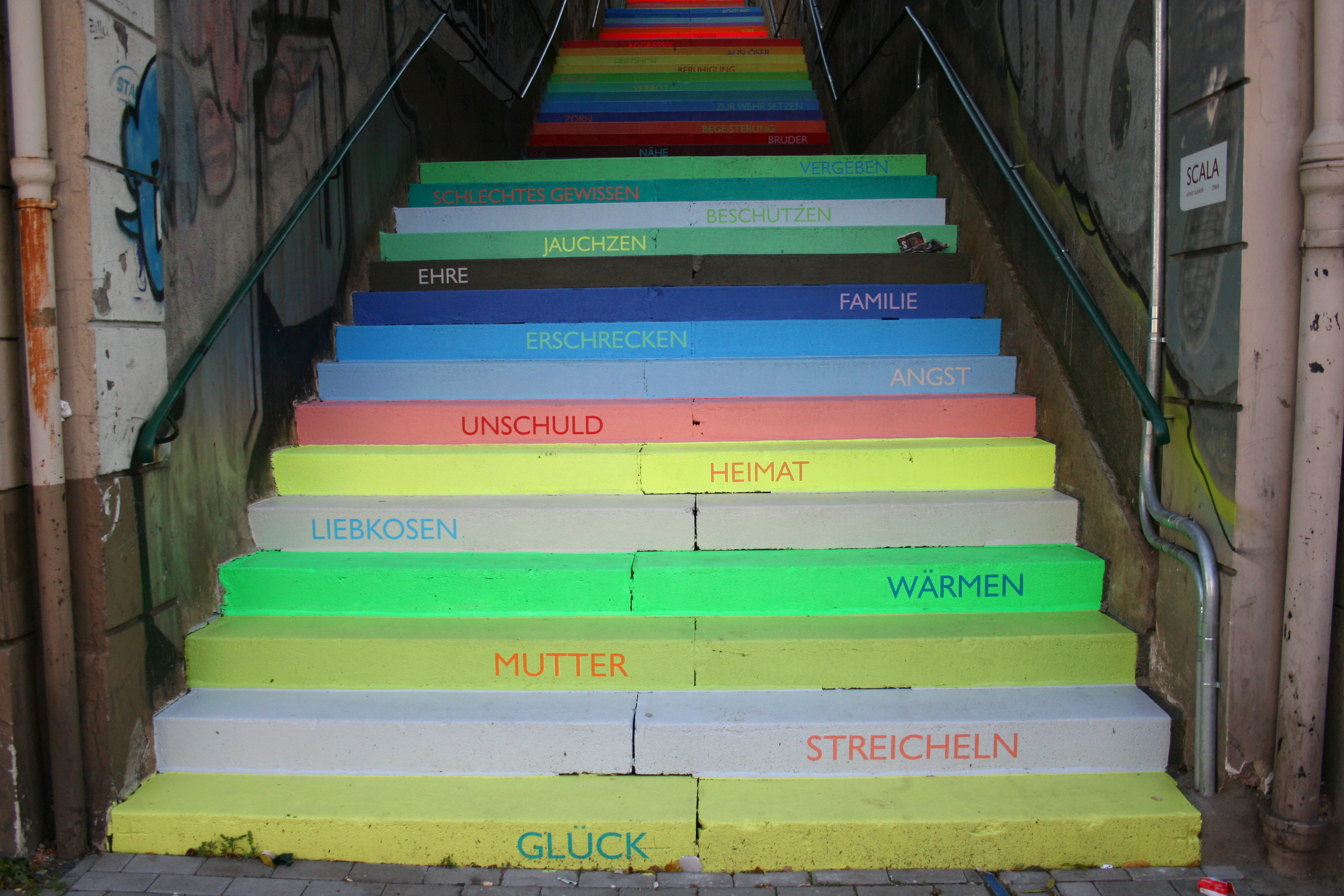
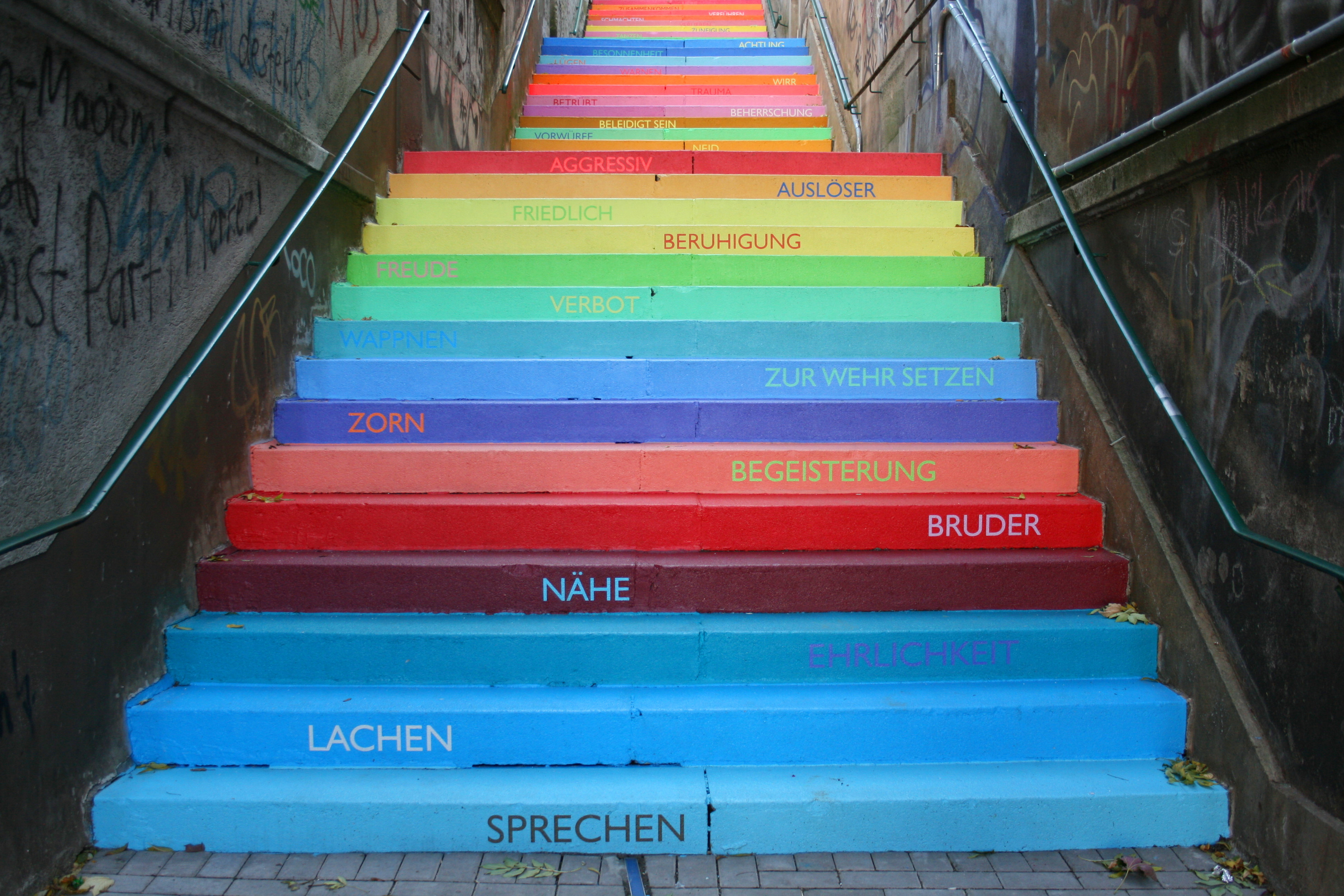
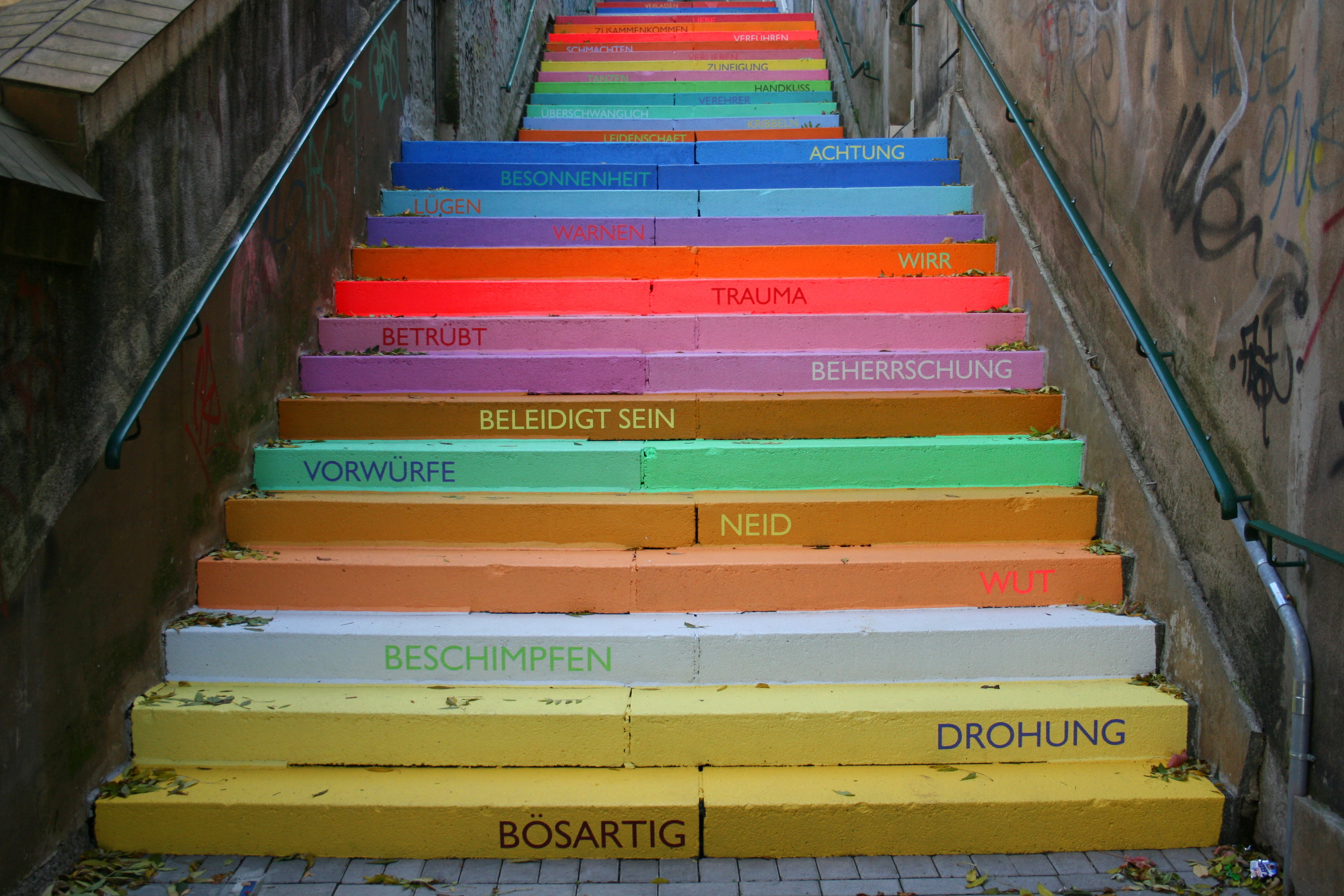
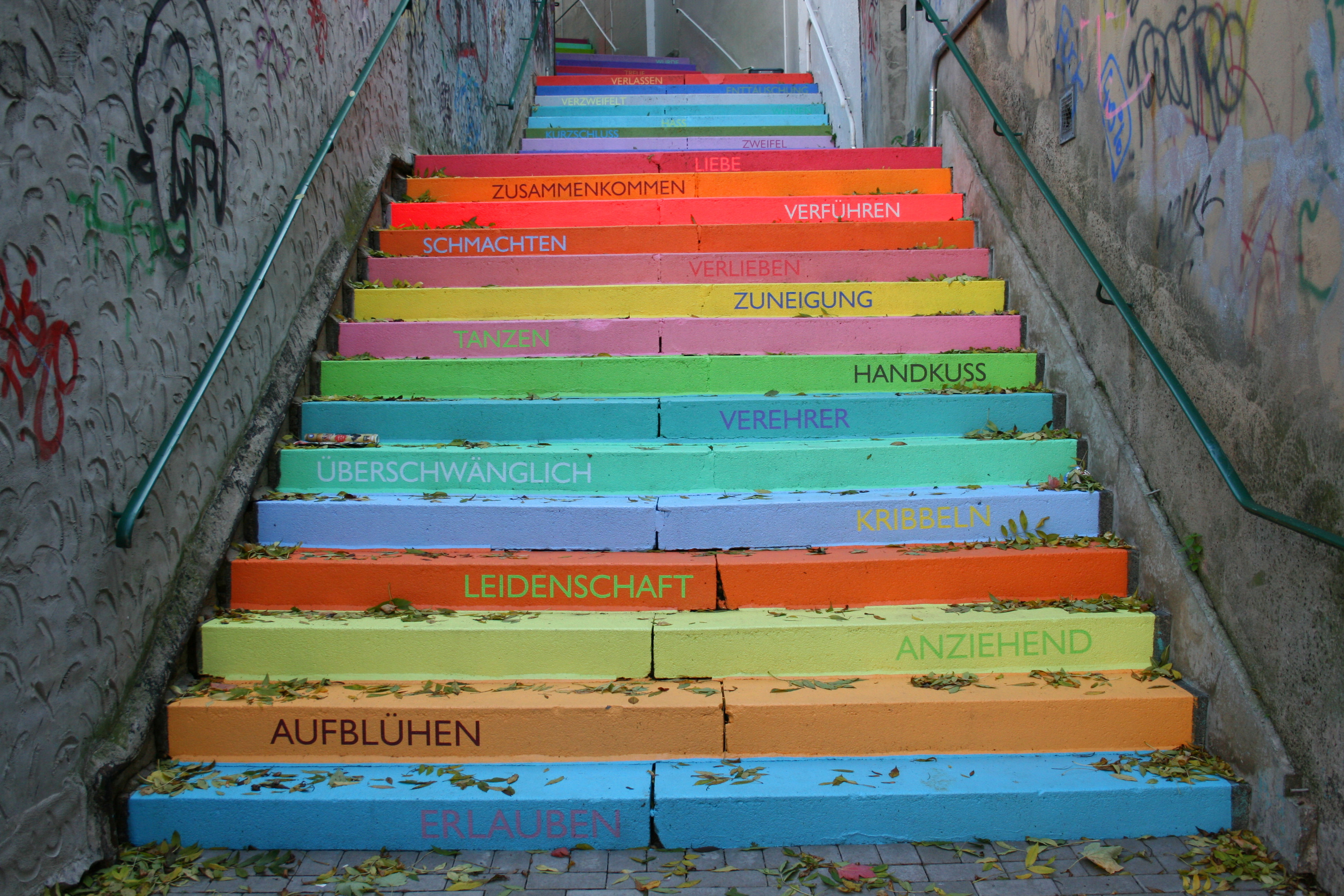
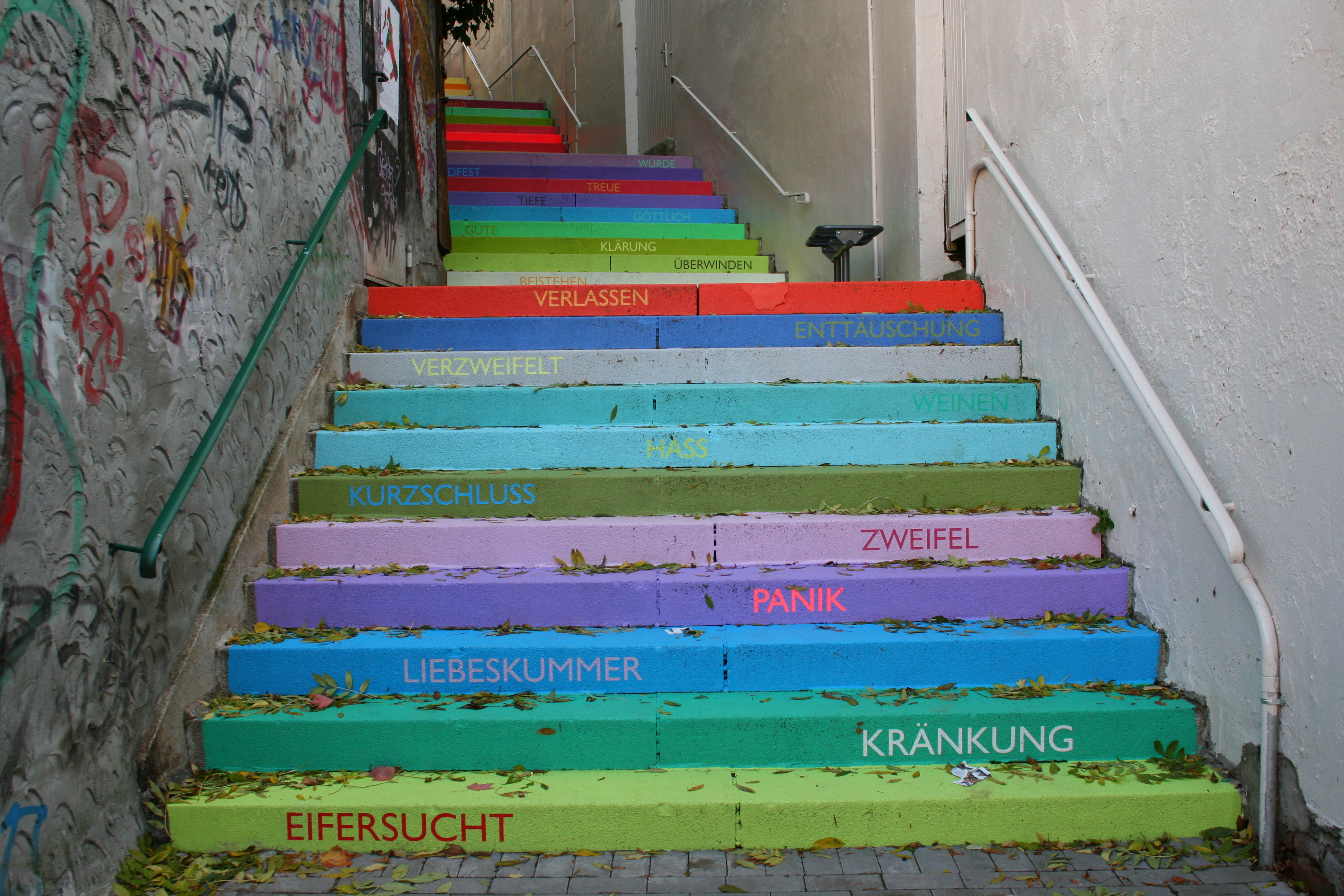
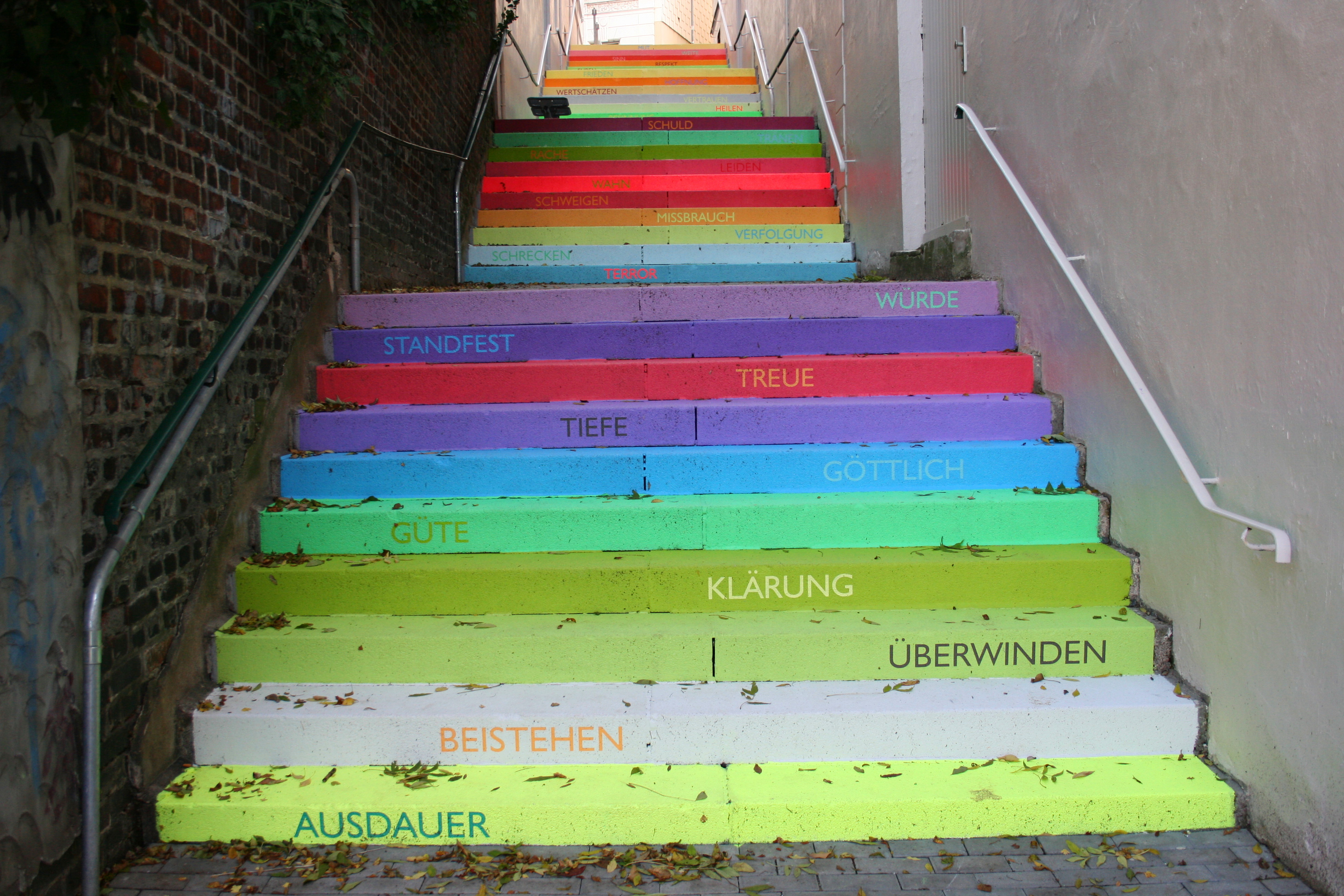
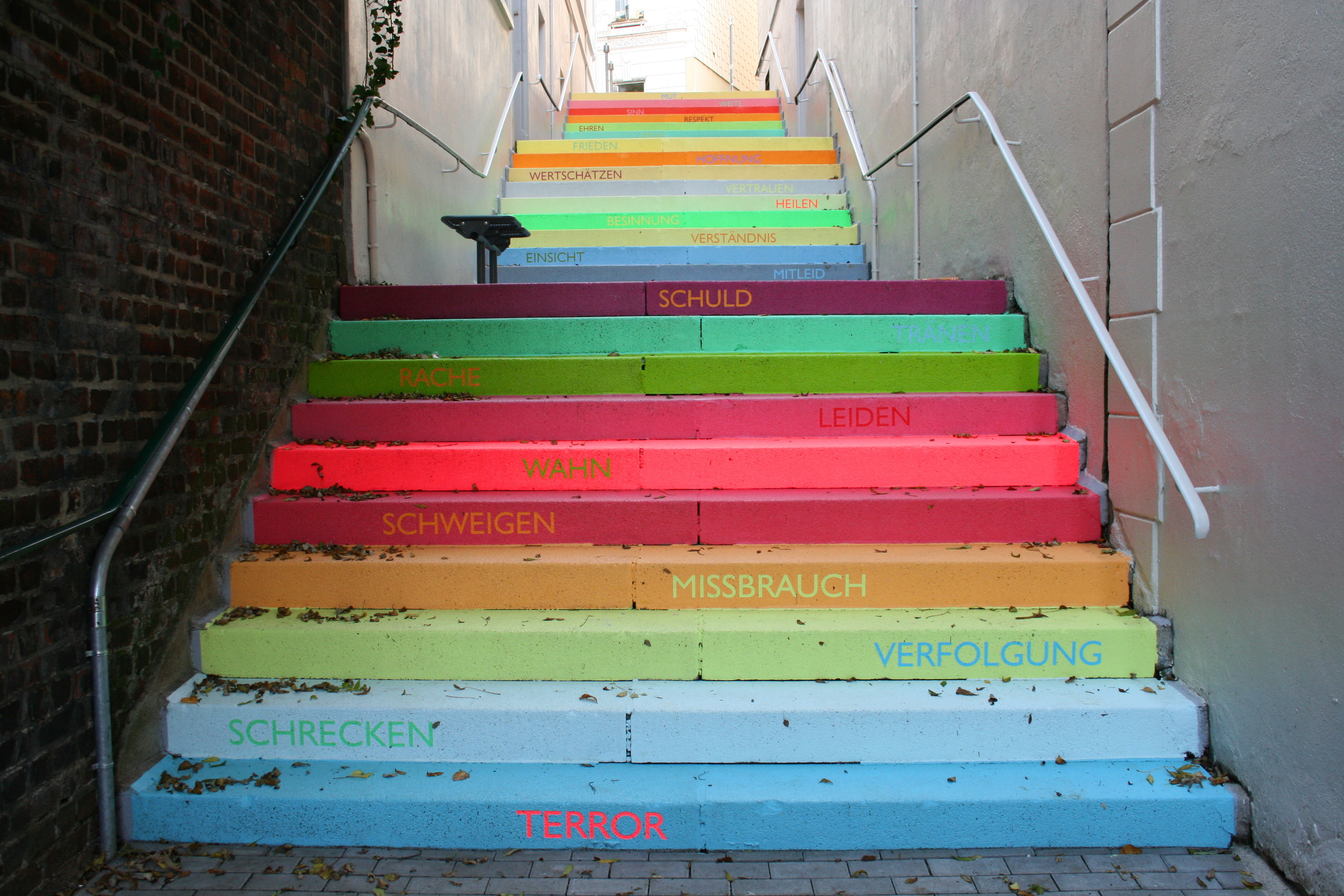
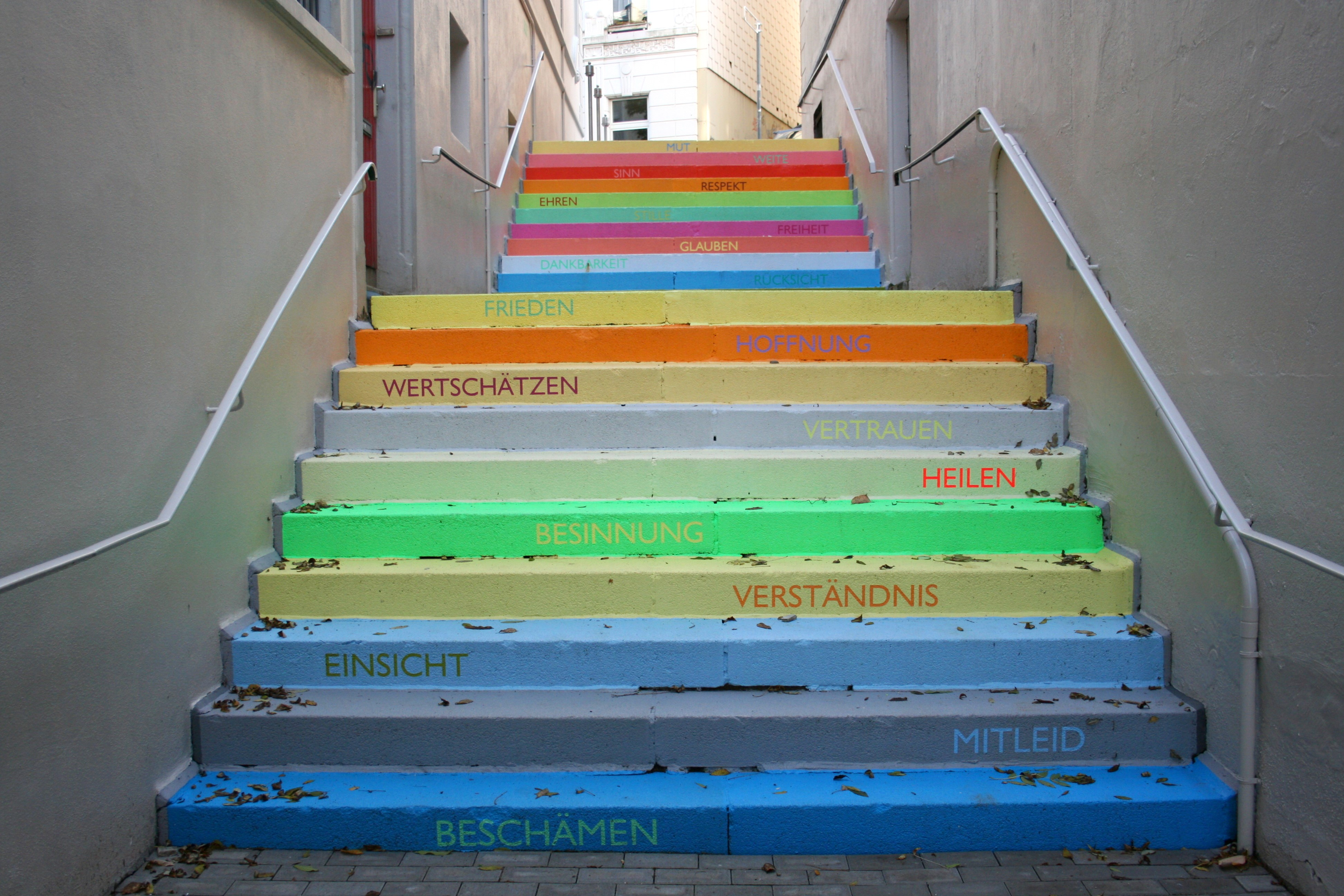
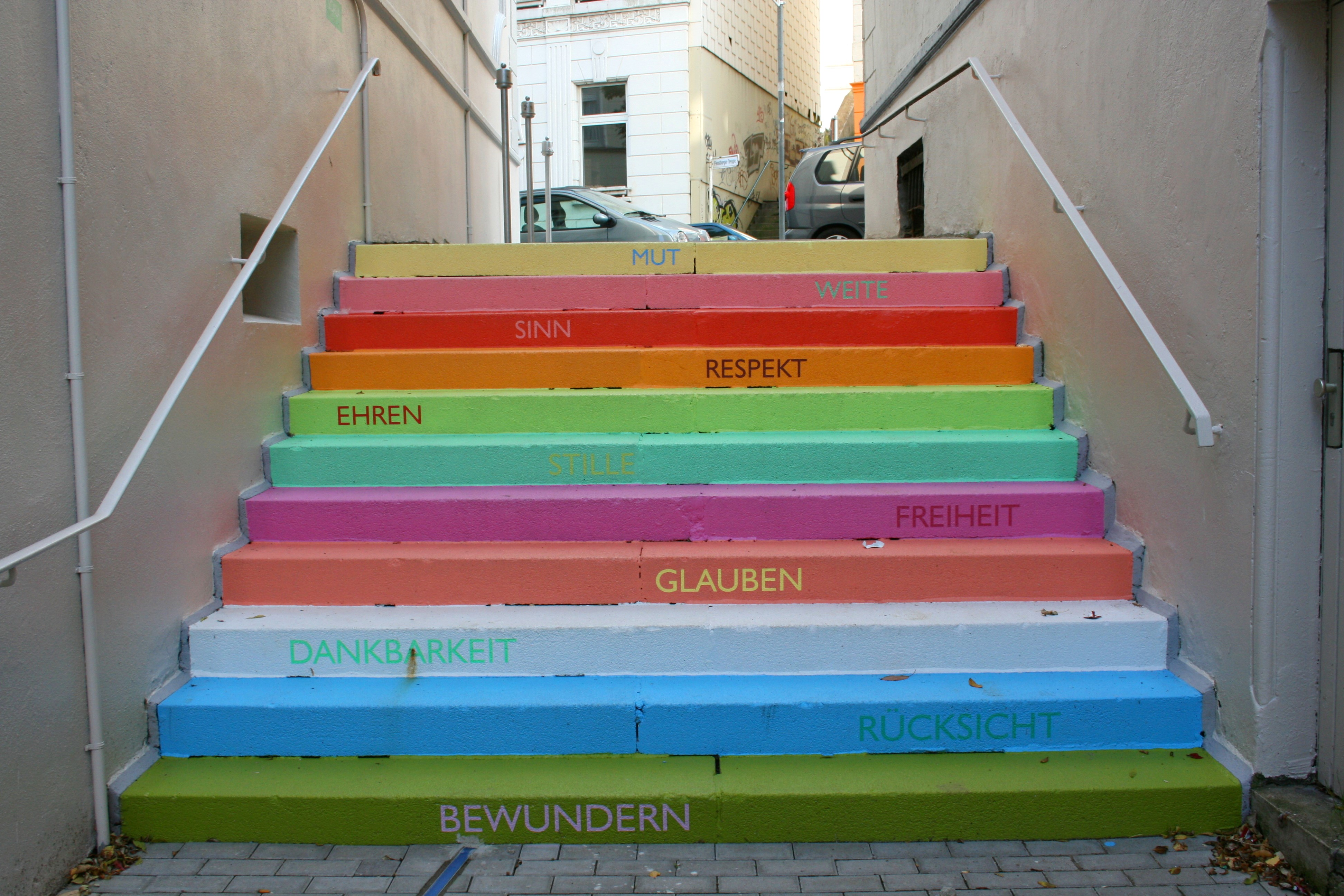

## Kunstprojekt von Megx

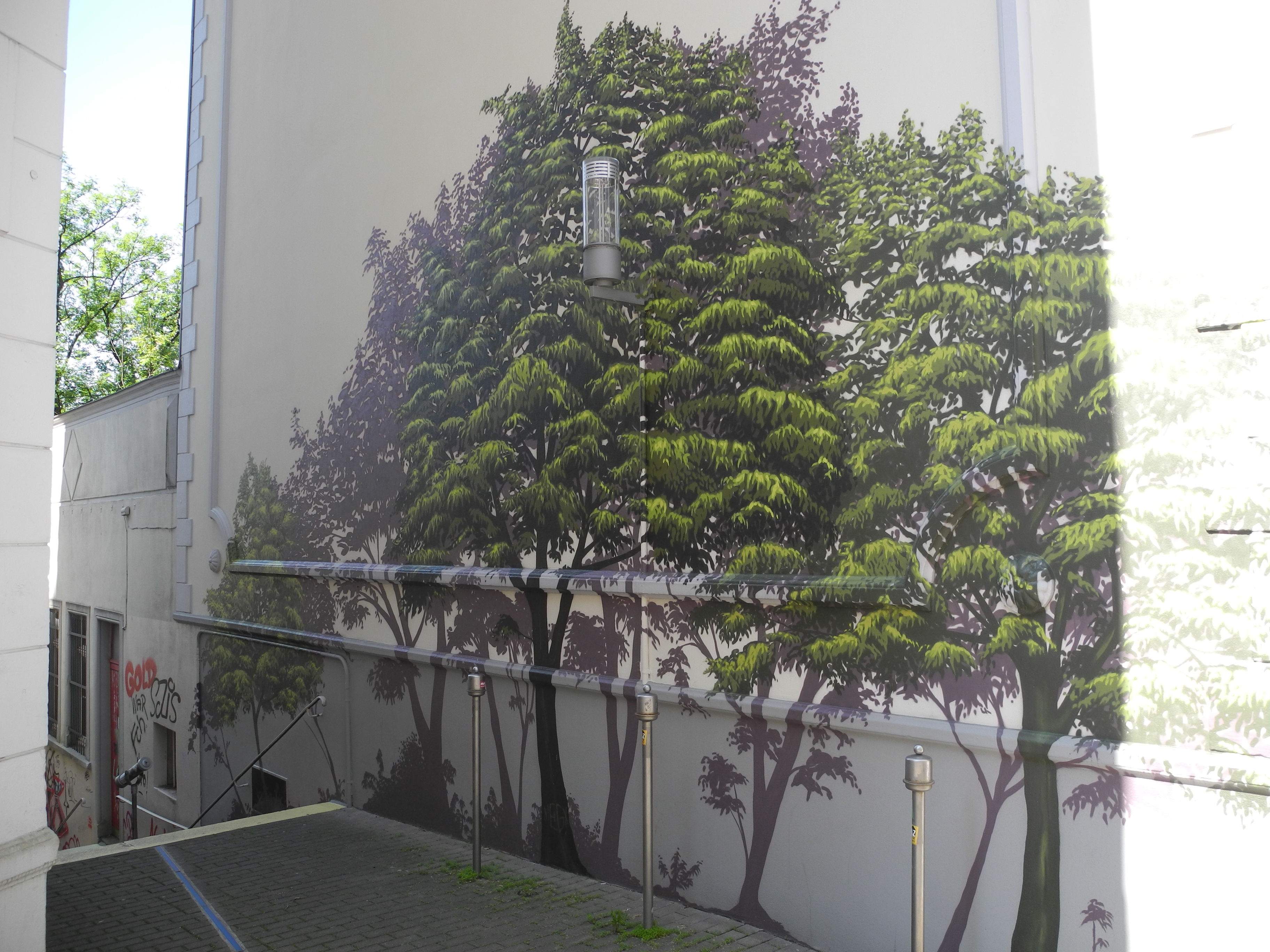
Kunstprojekt von Megx

Der Künstler Megx hat 2016 auf der Giebelwand des Wohnhauses Holsteiner Straße 26 ein Motiv aus mehreren Bäumen aufgemalt.